# Černá ovce

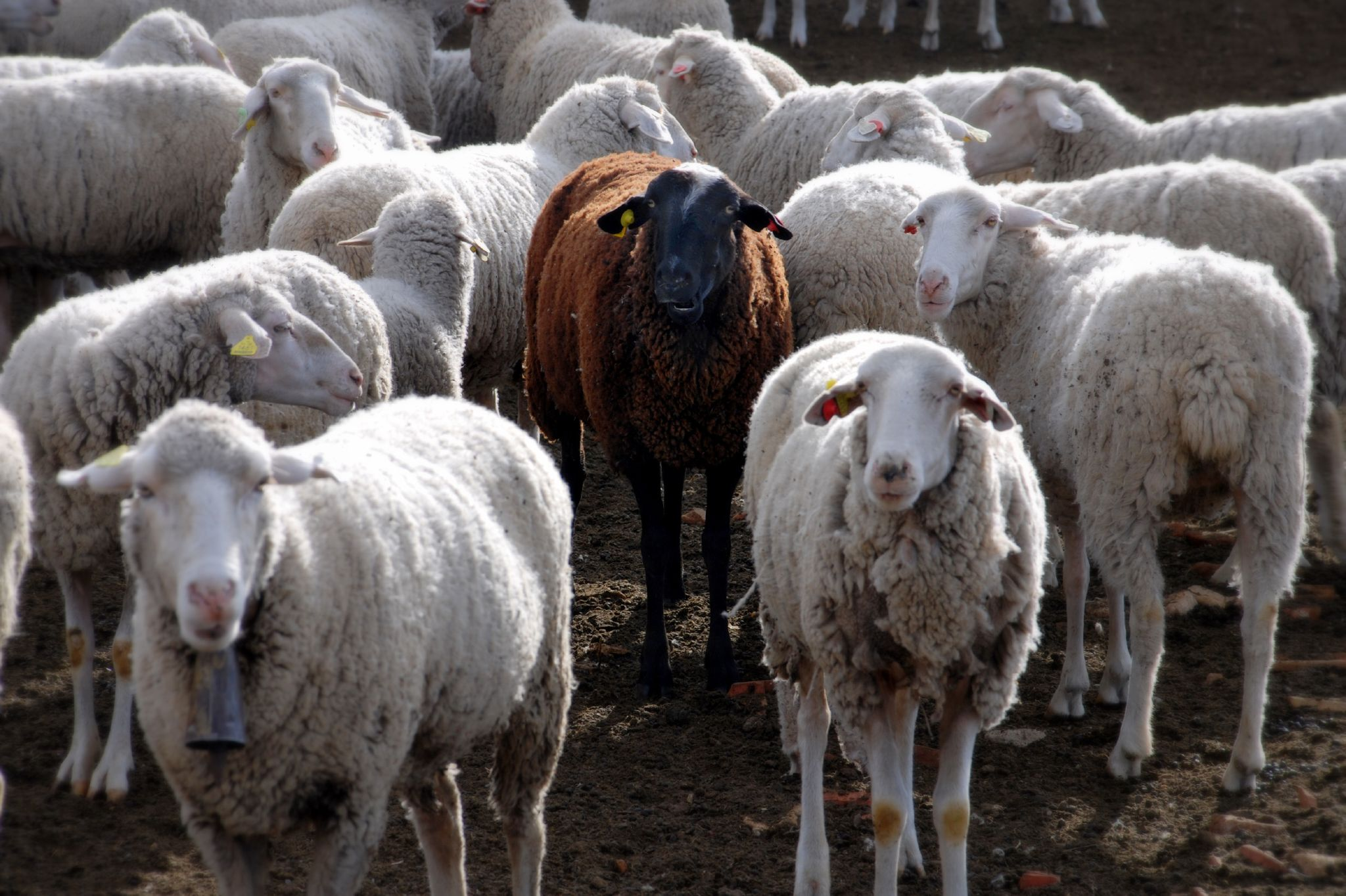
Tmavá ovce ve stádu

Černá ovce je metaforické označení pro člověka, který se výrazně liší od většiny, a ta ho hodnotí zpravidla negativně. Podobně se pro člověka, který se odlišuje pozitivně, užívá označení „bílá vrána“.

## Původ
Negativní reakce většiny na výrazně odlišné jedince je známa u řady společensky žijících živočichů. V chovu ovcí na vlnu je světlá vlna cennější a tmavé ovce tak snižují hodnotu celého stáda. Proto se je pastevci často snaží ze stáda odstranit, jak to popisuje už Bible – Gn 30, 32 (Kral, ČEP).  

## Význam

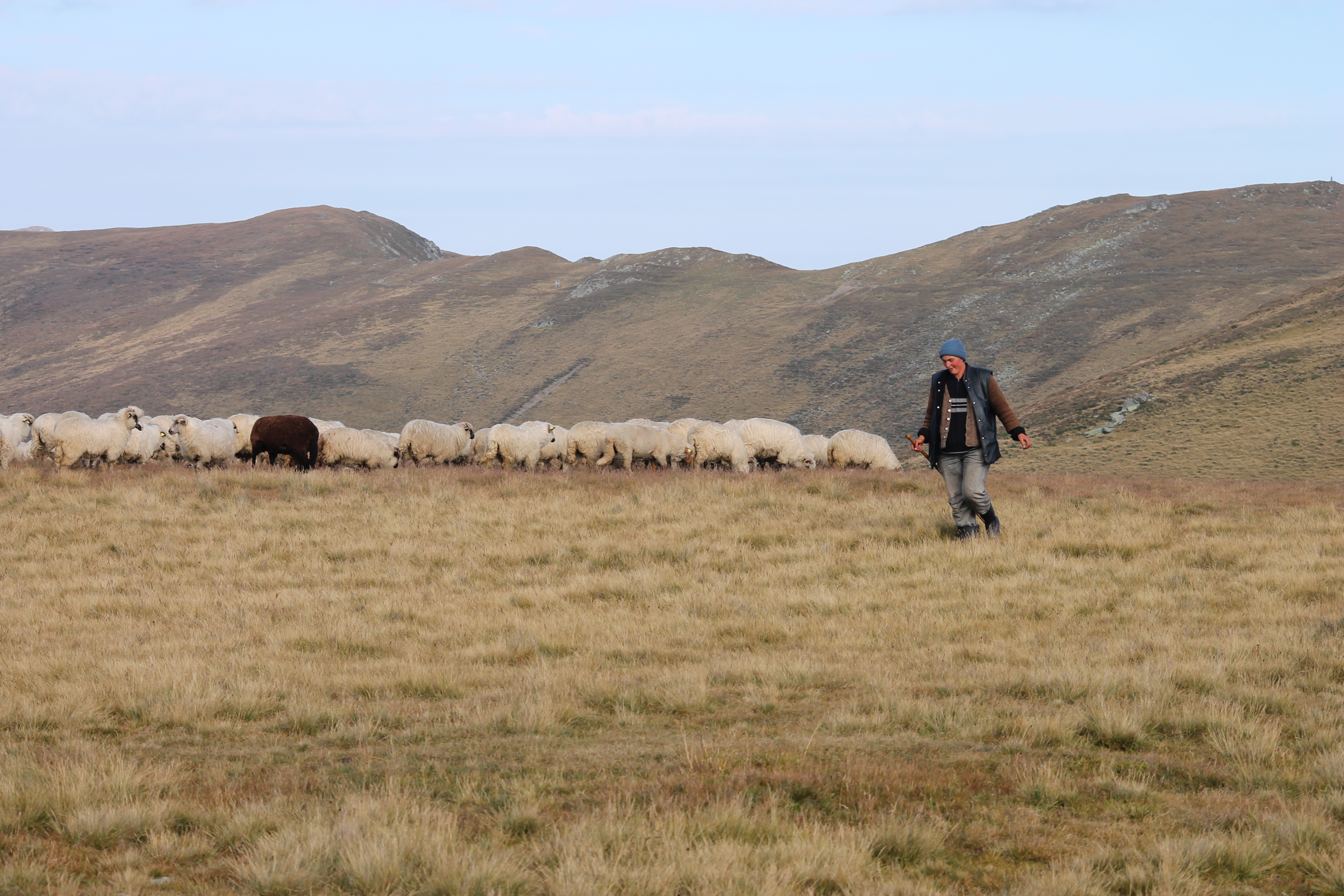
Černá ovce mezi ostatními bílými

Z etologického hlediska mohou mít tyto sklony jistý pozitivní význam pro udržování a izolaci druhu a mohou zvyšovat kohezi skupiny. Při studiu skupinové dynamiky se ukázalo, že členové skupiny (ingroup) hodnotí její nesympatické příslušníky přísněji než nesympatické nečleny (outgroup). „Černá ovce“, outsider, do něhož ostatní promítají své nedostatky, také přispívá k upevnění skupiny. Sigmund Freud poukázal na pozitivní význam „obětního beránka“, na něhož dopadne agresivita skupiny. To ovšem platí jen do jisté míry, protože ačkoli jevy jako rasismus nebo xenofobie možná mají určitý přírodní základ, jsou pro velké moderní společnosti velmi nebezpečné. Proto i Freud zdůrazňoval význam „sublimace“ lidských pudových energií.

### Hudba
- Wabi Daněk - Bílá vrána, můj ročník H7